# Pelham (villa)
Pelham es una villa ubicada en el condado de Westchester en el estado estadounidense de Nueva York. En el año 2000 tenía una población de 6,400 habitantes y una densidad poblacional de 3,006.0 personas por km².

## Geografía
Pelham se encuentra ubicado en las coordenadas 40°54′38″N 73°48′27″O / 40.91056, -73.80750. Según la Oficina del Censo, la ciudad tiene un área total de 2,1 km² (0,8 mi²), de la cual 2,1 km² (0,8 mi²) es tierra y 0 km² (0 mi²) (0%) es agua.

## Demografía
Según la Oficina del Censo en 2000 los ingresos medios por hogar en la localidad eran de $82,430, y los ingresos medios por familia eran $95,929. Los hombres tenían unos ingresos medios de $67,339 frente a los $41,364 para las mujeres. La renta per cápita para la localidad era de $43,397. Alrededor del 3.3% de la población estaban por debajo del umbral de pobreza.